# Kerby Jean-Raymond
Kerby Jean-Raymond (* 1986 in New York City, USA) ist ein US-amerikanischer Modedesigner und Gründer der Modemarke Pyer Moss.

## Biografie
Kerby Jean-Raymond wurde 1986 in Brooklyn, New York, geboren und wuchs dort auch auf. Seinen ersten Job erhielt er mit 13 Jahren bei der Turnschuhkette Ragga Muffin. Jean-Raymond begann seine Karriere im Alter von 14 Jahren und arbeitete unter Kay Unger (New York) bei deren gleichnamigem Label, während er noch die High School of Fashion Industries besuchte. Obwohl der Designer die Hofstra University besuchte und einen Abschluss in Wirtschaftsrecht und Unternehmertum erwarb, ging er zurück zur Mode.

## Pyer Moss
Nachdem einige Bilder von Rihanna mit einer von Jean-Raymond entworfenen Camouflage-Lederjacke Januar 2013 im Internet viral gingen und daraufhin eine hohe Nachfrage nach dem Designer entstand, rief Jean-Raymond 2013 sein Label Pyer Moss ins Leben. Dieses ist nach seiner Mutter benannt. Seitdem zeigte Kerby Jean-Raymond fünf Kollektionen. Seine Entwürfe werden oft als monumental und seine Laufstegshows als revolutionär bezeichnet.
Mit seinem Label gewann er einige Preise, wie zum Beispiel den Fashion Group International Rising Star Award 2014 oder den CFDA/Vogue Fashion Fund Award 2018. Jean Raymon behauptet, mit seiner Mode etwas in der Welt bewirken zu wollen. Er greift politische Themen auf, die sich hauptsächlich auf die afroamerikanische Kultur beziehen.

## Politische Hintergründe
In den Shows von Pyer Moss werden regelmäßig politische Statements gesetzt. Mit der Kollektion Spring/Summer 2016 machte Pyer Moss in der Modewelt erstmals auf sich aufmerksam. Die Show greift das Thema „Black Lives Matter“ auf. Er strahlte eine 12-minütige Dokumentation über rassistisch motivierte Polizeibrutalität in den USA aus und kreierte später T-Shirts mit dem Aufdruck „They have Names“. Dieses nennt unter anderem die Namen von Opfern wie Walter Scott und Eric Garner, die in den Jahren 2014 und 2015 ermordet wurden.
Zudem befasst sich Jean-Raymond in seinen weiteren Runwayshows ebenfalls mit sensiblen Themen. In der Herbstshow 2016 Show wurden ausgiebig Schwierigkeiten im Zusammenhang mit der psychischen Gesundheit behandelt. Die bedruckten Kleidungsstücke waren voll mit beklemmenden, satirischen Aussagen und emotionalen Zitaten wie „You don’t have any friends in L. A.“ und „My demons won today I'm sorry“. Das letzte Zitat stammt vom „Black Lives Matter“-Aktivisten MarShawn McCarrel, der nur wenige Tage vor der Show Suizid beging.
Die politischen Aussagen die Kerby Jean-Raymond auf dem Laufsteg trifft werden zu seiner persönlichen Handschrift. Die Spring/Summer Show 2017 behandelt Themen des Geldes und der Wirtschaftskriminalität. Seine Herbst/Winter-Kollektion 2018 fand Inspiration bei den unterrepräsentierten afroamerikanischen Cowboys des 19. Jahrhunderts.
Anlässlich des fünften Geburtstags von Pyer Moss wurde die Spring/Summer-Kollektion 2019 gezeigt, die den Namen „Normal“ trug. Bei dieser Kollektion konzentrierte sich Pyer Moss darauf, Geschichten über die gemeinsame Erfahrung schwarzer Familien zu erzählen. Er benutzt Aussagen wie „See us now?“, die auf dem Gürtel eines männlichen Models gestickt ist oder „Stop calling 911 on the culture“, was auf der Vorderseite einer Bluse zu sehen ist. Diese beziehen sich auf rassistische Gräueltaten weißer Menschen, welche die Polizei auf Schwarze angesetzt haben, die einfach nur ihrem normalen, alltäglichen Leben nachgingen.
Zudem arbeitete Jean-Raymond mit der Marke Fubu-ForUsByUs zusammen. Als letzte seiner drei Kollektionen, die als Hommage an die Back Culture gelten, nennt sich die Kollektion Spring 2020 Sister. Sie drückt Wertschätzung gegenüber Rosetta Tharpe, einer schwarzen Singer-Songwriterin, die als Patin des Rock n´Roll gilt und nie angemessene Anerkennung für ihre Kunst bekam.

## Zusammenarbeit mit Reebok
Die zum deutschen Sportartikelkonzern Adidas AG gehörende Marke Reebok und Kerby Jean-Raymond begannen ihre Zusammenarbeit im Jahr 2017. Der Designer entwarf zwei Kollektionen für die zunächst auf zwei Jahre angelegte Kooperation: eine limitiert verfügbare High-end- und eine zweite preisgünstigere Kollektion. Beide Kollektionen aus Männer-, Frauen- sowie Unisex-Bekleidung sowie Sneakers waren ab August 2018 in den Läden erhältlich.
Im Juli 2019 kündigte Reebok in einer Pressemitteilung an, die Zusammenarbeit mit Jean-Raymond zu erweitern. Dieser leitete danach die neue Kreativabteilung „Reebok Studies“.
Nach vierjähriger Tätigkeit bei Reebok wurde Jean-Raymond im September 2020 zum Global Creative Director der Marke ernannt. Reebok-CEO Matt O’Toole nannte ihn einen „visionären Designer“ und „leidenschaftlichen Aktivisten“. Seine ersten aus der Partnerschaft entstandenen Produkte sollen voraussichtlich 2022 auf den Markt kommen.